# James Greene (nuotatore)
James Burgess Greene (Boston, 8 aprile 1876 – Bronxville, 30 giugno 1962) è stato un nuotatore statunitense.

## Biografia
Rappresentò gli Stati Uniti ai Giochi olimpici estivi di Londra 1908, gareggiando nei 1500 metri stile libero, dove venne eliminato in batteria.